# أكسيد الباريوم
أكسيد الباريوم هو مركب كيميائي له الصيغة BaO، ويكون على شكل بلورات بيضاء مسامية لكنها كثيفة.

## الخواص
- يتفاعل مع الماء (حلمهة) بشكل عنيف مشكلاً هيدروكسيد الباريوم.
- ينحل مركب أكسيد الباريوم في كل من الميثانول والإيثانول بشكل جيد وناشر للحرارة.

## التحضير
يحضر مركب أكسيد الباريوم من التفكك الحراري لـكربونات الباريوم.
عملية التحضير هذه تجري صناعياً وبدرجات حرارة عالية (1450°س)، ولتخفيض درجات الحرارة اللازمة للتفكك يضاف مسحوق هباب الفحم إلى جملة التفاعل، مما يساعد في عملية تفكك الكربونات وذلك بسبب سحب الغاز الناتج من التفاعل وهو هنا ثنائي أكسيد الكربون، فينزاح ثابت توازن التفاعل نحو الاتجاه المباشر.
بإضافة الكربون يتفاعل غاز ثنائي أكسيد الكربون معه مشكلاً غاز أحادي أكسيد الكربون، بالتالي يكفي الوصول إلى 1100°س لحدوث عملية التفكك والحصول على الناتج.
BaCO3 → BaO + CO2
CO2 + C → 2CO
أكسيد الباريوم المنتج تقنياً بهذه الطريقة يحوي على آثار من هباب الفحم.

## الاستخدامات
- استخدم مركب أكسيد الباريوم سابقاً في تحضير بيروكسيد الباريوم الذي يستخدم لتحضير الماء الأكسجيني.
- يستخدم في تحضير هيدروكسيد الباريوم.
- يعد مركب أكسيد الباريوم من المجففات القاعدية الجيدة.

## السلامة
مركب أكسيد الباريوم سام.